# Carl Müller (Ingenieur)
Carl Müller (* 27. Juni 1847 in Saalfeld/Saale; † 21. Februar 1929 in Berlin) war ein deutscher Maschinenbau-Ingenieur und preußischer Baubeamter.

## Leben
Carl Müller wurde als Sohn eines Justizrats in Saalfeld geboren. Er studierte an der Technischen Hochschule Stuttgart. Nach dem Studium ging er in den Staatsdienst bei der Preußischen Staatseisenbahn, zunächst bei den Eisenbahndirektionen Bromberg und Berlin. In Berlin wurde er ab 1. Juni 1874 Mitglied der Direktion. Im Jahr 1895 wurde er im Rahmen einer Umorganisation der Preußischen Staatsbahn als vortragender Rat in das Ministerium der öffentlichen Arbeiten berufen. 
Inhaltlich beschäftigte sich Müller vordringlich mit dem Lokomotivbau. Die umfangreiche Einführung der Heißdampflokomotive und die Speisewasservorwärmung zählen zu seinen Leistungen. 
Müller war Gründungsmitglied und ab 1922 Ehrenmitglied der Deutschen Maschinentechnischen Gesellschaft.
Am 28. Juli 1917 trat Müller in den Ruhestand. Er verstarb 81-jährig in Berlin-Wilmersdorf.

## Ehrungen
Müller erhielt zahlreiche Orden, sowohl aus Preußen als auch aus anderen Staaten. Am 21. April 1908 wurde ihm der Rang eines Rates erster Klasse verliehen. Die Technische Hochschule Charlottenburg verlieh ihm die Ehrendoktorwürde.

## Belege
1. ↑  Ehrenmitglieder der Deutschen Maschinentechnischen gesellschaft

| Personendaten    | Personendaten                                               |
| ---------------- | ----------------------------------------------------------- |
| NAME             | Müller, Carl                                                |
| KURZBESCHREIBUNG | deutscher Maschinenbau-Ingenieur und preußischer Baubeamter |
| GEBURTSDATUM     | 27. Juni 1847                                               |
| GEBURTSORT       | Saalfeld/Saale                                              |
| STERBEDATUM      | 21. Februar 1929                                            |
| STERBEORT        | Berlin                                                      |